# Conops thoracicus
Conops thoracicus är en tvåvingeart som beskrevs av Krober 1939. Conops thoracicus ingår i släktet Conops och familjen stekelflugor. Inga underarter finns listade i Catalogue of Life.